# شبيهات عصافير الملك
شبيهات عصافير الملك (الاسم العلمي: Tyranni) هي مجموعة تصنيفية من الطيور تتبع رتبة العصفوريات. تتضمن نحو 1000 نوع، وتعتبر الغالبية العظمي منها من أمريكا الجنوبية. وقد تم تسميتها على اسم جنس عصفور الملك.
هذه المجموعة لديها تشريح يختلف في المصفار وعضلاته عن أي طائر مغرد (oscine)(الطيور المغردة من العصفوريات الأكبر ذات الرتبة الفرعية)، حيث أن اسمها الشائع هو الطيور المغردة الفرعية (sub-oscines). يتفق التشكلي وسلسلة mt وحمض نووي للنواة حمض نووي ريبوزي منقوص الأكسجين، وبيانات الجغرافيا البيولوجية بالإضافة إلى السجل الحفري (غير الكافي) على أن الرتب الفرعية للعصفوران مجموعات مميزة تمامًا من ناحية التطور.

## فصائل
- عصافير الملك

## التصنيف
تضم شبيهات عصافير الملك التصنيفين الفرعيين التاليين:
- دون رتبة مثيلات عصافير الملك (الاسم العلمي:Tyrannides) وتحتوي على كل الطيور المغردة (suboscine) من أمريكا، ما عدا طيور السبايوا
  - الرتبة الصغيرة مشابهات عصافير الملك (الاسم العلمي:Tyrannida):
    - جنس (الاسم العلمي:Piprites)
    - جنس (الاسم العلمي:Calyptura)
    - فصيلة عصافير الملك (الاسم العلمي:Tyrannidae)
    - فصيلة (الاسم العلمي:Pipridae)
    - فصيلة (الاسم العلمي:Cotingidae)

  - الرتبة الصغيرة عصافير النمل (الاسم العلمي:Thamnophilida):
    - فصيلة صرود النمل (الاسم العلمي:Thamnophilidae)

  - الرتبة الصغيرة الفرنارينيات (الاسم العلمي:Furnariida):
    - فوق فصيلة الفرنارينات (الاسم العلمي:Furnarioidea)
      - الفصيلة الفرنارية (الاسم العلمي:Furnariidae)
      - فصيلة متسلقات الخشب (الاسم العلمي:Dendrocolaptidae)

    - فوق فصيلة قريبات سمامن النمل (الاسم العلمي:Formicarioidea)
      - فصيلة سمامن النمل (الاسم العلمي:Formicariidae)
      - فصيلة آكلات الجرجة (الاسم العلمي:Conopophagidae)
      - الفصيلة التباكولية (الاسم العلمي:Rhinocryptidae)
- دون رتبة مثيلات عريضات المنقار (الاسم العلمي:Eurylaimides) وتحتوي على الطيور المغردة الفرعية (suboscine) في العالم القديم والموزعة بشكلٍ رئيسي في المناطق الاستوائية حول المحيط الهندي - وفصيلة واحدة أمريكية (وهي السبايواية)
  - فصيلة عريضات المنقار
  - الأسيتي
  - السبايواية (Sapayoidae)
  - البيتاوية (Pittidae)

لقد انفصلت هذه المجموعة إلى ثلاث رتب بواسطة سيبلي (Sibley) وأهلكويست (Ahlquist). على الرغم من ذلك، كما هو منصوص عليه أعلاه، فإن تهجين DNA-DNA قد تبين عدم مناسبته تمامًا ليحل تاريخ تطور سلاسة الطيور المغردة (phylogeny). لقد تحدد في النهاية وجود تفرع بين طيور النمل (antbird) وأليز (allies) تراكيوفون (tracheophone)، وأليز (allies) وتيرانت - فلايكاتشر (tyrant-flycatcher). على فرض أن ترتيب «العائلة الوسيطة» المطورة في الأصل قديم بالفعل (انظر على سبيل المثال أيرستيد (Irestedt) وآخرون. 2002 لنسالة تراكيوفون (tracheophone) - حتى إذا تم ترقية يوريلايميدي (Eurylaimides) إلى رتبة فرعية مميزة - سيكون من المستحسن تصنيف الكليدات على أنها العائلة الفائقة، أو إذا كانت مجموعة الطيور عريضة المنقار (broadbill) تعتبر رتبة فرعية منفصلة، مثل الرتبة الدنيا. في الحالة السابقة، يجب أن يتوفر الاسم فورناريودي (Furnarioidea) تراكيوفون (tracheophone)، حيث إن تيرانويدي "Tyrannoidea"، «تراكيوفون» أو ما يناظره، لم يتم تعريفها رسميًا بعد.
في الحالة السابقة، يجب تصنيف «تراكيوفون» (tracheophones) كفورناريدي "Furnariides"،
بينما ينبغي قصر تيرانيدي (Tyrannides) على تيرانت - فلايكاتشر (tyrant-flycatchers) وعائلات برونكوفون "bronchophone" الأخرى.
تحتوي عائلة برونكوفون (bronchophone) على فورناريدي (Furnariidae)، ثامنوفيليدي (Thamnophilidae)، فورميكاريدي (Formicariidae) (ضمن المحتمل أن تتضمن أغلب التاباكولو (tapaculos) وبونوبوفاجيدي (Conopophagidae). تتضمن مجموعة تيرانت - فلايكاتشر (tyrant-flycatcher) العائلة الحاملة لنفس الاسم، تيتيريدي (Tityridae) وكوتينجيدي (Cotingidae) وبايبريدي (Pipridae).